# Bahnstrecke Oldenburg–Bremen
| Eisenbahnbrücke Bremen über die Weser |                                                  |                                      |                                      |
| |                                                  |                                      |                                      |
| Streckennummer (DB): | 1500                                             |                                      |                                      |
| Kursbuchstrecke (DB): | 390                                              |                                      |                                      |
| Kursbuchstrecke: | 221 (1946) 219 (Huchting – Bremen-Neustadt 1946) |                                      |                                      |
| Streckenlänge: | 44,4 km                                          |                                      |                                      |
| Spurweite: | 1435 mm (Normalspur)                             |                                      |                                      |
| Streckenklasse: | D4                                               |                                      |                                      |
| Stromsystem: | 15 kV 16,7 Hz ~                                  |                                      |                                      |
| Streckengeschwindigkeit: | 160 km/h                                         |                                      |                                      |
| Zugbeeinflussung: | PZB                                              |                                      |                                      |
| Zweigleisigkeit: | durchgehend                                      |                                      |                                      |
| |                                                  |                                      |                                      |
| \| \| \| von Leer \| \| \| \| \| von Wilhelmshaven \| \| \| \| 0,0 \| Oldenburg (Oldb) Hbf \| Oldenburg (Oldb) Hbf \| \| \| \| nach Brake \| \| \| \| \| Klappbrücke über die Hunte \| \| \| \| \| nach Osnabrück \| \| \| \| 2,3 \| Hemmelsberger Kurve von Osnabrück \| Hemmelsberger Kurve von Osnabrück \| \| \| 2,3 \| Oldenburg-Hemmelsberg (Abzw) \| Oldenburg-Hemmelsberg (Abzw) \| \| \| \| A 29 \| \| \| \| 4,3 \| Neuenwege \| Neuenwege \| \| \| \| Wüsting \| \| \| \| 13,69 \| Reiherholz(Bk) \| Reiherholz(Bk) \| \| \| \| von Nordenham-Blexen \| \| \| \| 16,7 \| Hude \| Hude \| \| \| 18,6 \| Hude-Langenberg (Anst) \| Hude-Langenberg (Anst) \| \| \| 21,8 \| Bookholzberg \| Bookholzberg \| \| \| 25,4 \| Schierbrok \| Schierbrok \| \| \| 27,5 \| Hoykenkamp \| Hoykenkamp \| \| \| \| von Hesepe \| \| \| \| 30,7 \| Delmenhorst \| Delmenhorst \| \| \| \| nach Lemwerder \| \| \| \| \| von Harpstedt \| \| \| \| \| nach Lemwerder \| \| \| \| \| \| \| \| \| 33,5 \| Delmenhorst Df (Bft) \| Delmenhorst Df (Bft) \| \| \| 34,1 \| Heidkrug (Bft) \| Heidkrug (Bft) \| \| \| \| Landesgrenze Bremen / Niedersachsen \| \| \| \| 37,0 \| Bremen-Huchting (Awanst, ehem. Bf) \| Bremen-Huchting (Awanst, ehem. Bf) \| \| \| \| Bremen-Thedinghauser Eisenbahn \| \| \| \| 40,5 \| von Bremen-Grolland/Neustädter Hafen \| von Bremen-Grolland/Neustädter Hafen \| \| \| 41,8 \| Bremen-Neustadt \| Bremen-Neustadt \| \| \| \| Eisenbahnbrücke über die Weser \| \| \| \| \| vom Weserbahnhof \| \| \| \| 42,9 \| Bremen Hbf Bwn \| Bremen Hbf Bwn \| \| \| \| nach Bremen Rbf \| \| \| \| \| von Bremerhaven, von Hamburg \| \| \| \| 44,4 \| Bremen Hbf \| Bremen Hbf \| \| \| \| nach Osnabrück \| \| \| \| \| nach Hannover \| \| \| \| \| \| \| \| Quellen: [1][2] \| \| \| \| |                                                  |                                      |                                      |
| Strecke |                                                  | von Leer                             | von Leer                             |
| Abzweig geradeaus und von links |                                                  | von Wilhelmshaven                    | von Wilhelmshaven                    |
| Bahnhof mit S-Bahn-Halt | 0,0                                              | Oldenburg (Oldb) Hbf                 | Oldenburg (Oldb) Hbf                 |
| Abzweig geradeaus und ehemals nach links |                                                  | nach Brake                           | nach Brake                           |
| Brücke über Wasserlauf |                                                  | Klappbrücke über die Hunte           | Klappbrücke über die Hunte           |
| Abzweig geradeaus und nach rechts |                                                  | nach Osnabrück                       | nach Osnabrück                       |
| Abzweig geradeaus und von rechts | 2,3                                              | Hemmelsberger Kurve von Osnabrück    | Hemmelsberger Kurve von Osnabrück    |
| Blockstelle | 2,3                                              | Oldenburg-Hemmelsberg (Abzw)         | Oldenburg-Hemmelsberg (Abzw)         |
| Strecke mit Straßenbrücke |                                                  | A 29                                 | A 29                                 |
| ehemaliger Bahnhof | 4,3                                              | Neuenwege                            | Neuenwege                            |
| S-Bahnhof |                                                  | Wüsting                              | Wüsting                              |
| ehemalige Blockstelle | 13,69                                            | Reiherholz(Bk)                       | Reiherholz(Bk)                       |
| Abzweig geradeaus und von links |                                                  | von Nordenham-Blexen                 | von Nordenham-Blexen                 |
| Bahnhof mit S-Bahn-Halt | 16,7                                             | Hude                                 | Hude                                 |
| ehemalige Blockstelle | 18,6                                             | Hude-Langenberg (Anst)               | Hude-Langenberg (Anst)               |
| S-Bahnhof | 21,8                                             | Bookholzberg                         | Bookholzberg                         |
| S-Bahn-Halt | 25,4                                             | Schierbrok                           | Schierbrok                           |
| S-Bahn-Halt | 27,5                                             | Hoykenkamp                           | Hoykenkamp                           |
| Abzweig geradeaus und von rechts |                                                  | von Hesepe                           | von Hesepe                           |
| Bahnhof mit S-Bahn-Halt | 30,7                                             | Delmenhorst                          | Delmenhorst                          |
| Verschwenkung von links (Strecke außer Betrieb) · Verschwenkung von rechts |                                                  | nach Lemwerder                       | nach Lemwerder                       |
| Abzweig ehemals geradeaus und von rechts · Strecke |                                                  | von Harpstedt                        | von Harpstedt                        |
| Abzweig geradeaus und ehemals nach links · Kreuzung geradeaus oben (Querstrecke außer Betrieb) |                                                  | nach Lemwerder                       | nach Lemwerder                       |
| Verschwenkung nach links · Verschwenkung nach rechts |                                                  |                                      |                                      |
| Dienststation / Betriebs- oder Güterbahnhof | 33,5                                             | Delmenhorst Df (Bft)                 | Delmenhorst Df (Bft)                 |
| S-Bahnhof | 34,1                                             | Heidkrug (Bft)                       | Heidkrug (Bft)                       |
| Grenze |                                                  | Landesgrenze Bremen / Niedersachsen  | Landesgrenze Bremen / Niedersachsen  |
| Blockstelle | 37,0                                             | Bremen-Huchting (Awanst, ehem. Bf)   | Bremen-Huchting (Awanst, ehem. Bf)   |
| Abzweig geradeaus und nach rechts |                                                  | Bremen-Thedinghauser Eisenbahn       | Bremen-Thedinghauser Eisenbahn       |
| Abzweig geradeaus und von links | 40,5                                             | von Bremen-Grolland/Neustädter Hafen | von Bremen-Grolland/Neustädter Hafen |
| S-Bahnhof | 41,8                                             | Bremen-Neustadt                      | Bremen-Neustadt                      |
| Brücke über Wasserlauf |                                                  | Eisenbahnbrücke über die Weser       | Eisenbahnbrücke über die Weser       |
| Abzweig geradeaus und ehemals von links |                                                  | vom Weserbahnhof                     | vom Weserbahnhof                     |
| ehemalige Blockstelle | 42,9                                             | Bremen Hbf Bwn                       | Bremen Hbf Bwn                       |
| Abzweig geradeaus und nach links |                                                  | nach Bremen Rbf                      | nach Bremen Rbf                      |
| Abzweig geradeaus und von links |                                                  | von Bremerhaven, von Hamburg         | von Bremerhaven, von Hamburg         |
| Bahnhof mit S-Bahn-Halt | 44,4                                             | Bremen Hbf                           | Bremen Hbf                           |
| Abzweig geradeaus und nach rechts |                                                  | nach Osnabrück                       | nach Osnabrück                       |
| Strecke |                                                  | nach Hannover                        | nach Hannover                        |
| |                                                  |                                      |                                      |
| Quellen: |                                                  |                                      |                                      |

Die Bahnstrecke Oldenburg–Bremen ist eine 44,4 Kilometer lange Eisenbahnhauptstrecke, die Oldenburg und den Nordwesten Niedersachsens mit Bremen verbindet. Sie ist Teil der deutsch-niederländischen Wunderline.
Die Strecke wird von Intercity-, Regionalexpress- und Güterzügen sowie seit Dezember 2010 von Zügen der Regio-S-Bahn Bremen/Niedersachsen befahren. 

## Verlauf

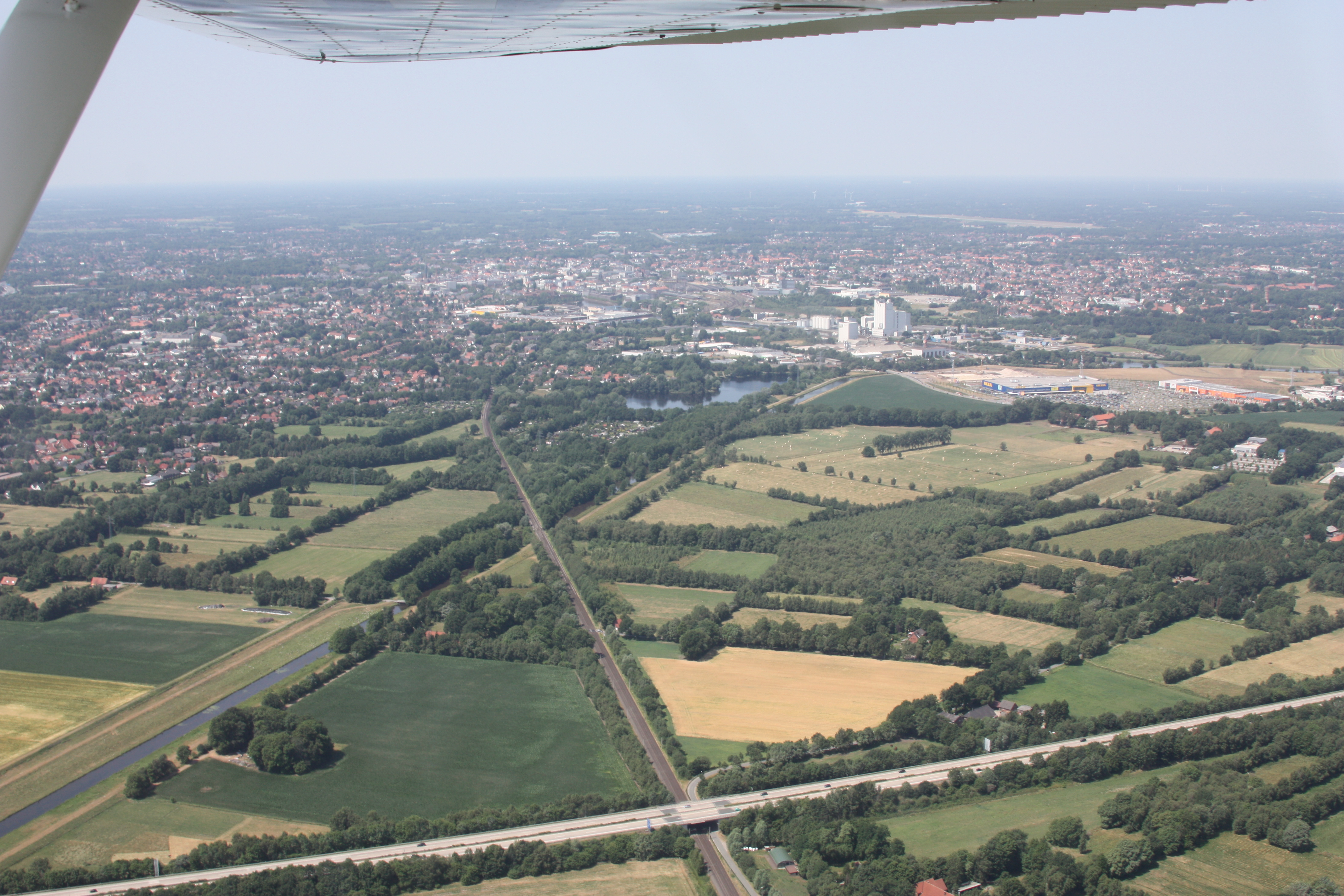
Die Bahnstrecke kreuzt die Bundesautobahn 29 östlich von Oldenburg

Die Strecke beginnt an der Westseite des Bremer Hauptbahnhofs und schlängelt sich mit einigen Kurven am ehemaligen Hauptgüterbahnhof und dem „Nordwestknoten“ der Bundesstraße 6 vorbei mit mehreren abzweigenden Güterstrecken zur Bremer Eisenbahnbrücke über die Weser. Diese war bis zum Bau des Wesertunnels die nördlichste feste Querung des Flusses.
Die Strecke führt weiter über Bremen-Neustadt in westlicher Richtung nach Delmenhorst, wo die von der NordWestBahn befahrene Nebenbahn nach Vechta und Osnabrück abzweigt. Von dort führt sie in nordwestlicher Richtung nach Hude. Dort ist sie mit der Hauptbahn nach Nordenham verknüpft. Im Oldenburger Stadtteil Osternburg nimmt sie die Strecke aus Osnabrück auf. Die Hunte wird mit einer Klappbrücke überquert, dahinter liegt der Oldenburger Hauptbahnhof.

## Geschichte

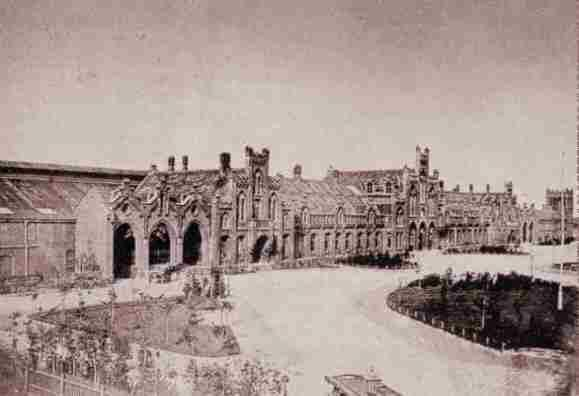
Alter Oldenburger Bahnhof 1885

Die Strecke war ein gemeinsames Projekt der Staaten Oldenburg und Preußen. Sie wurde – gemeinsam mit der Strecke Oldenburg–Wilhelmshaven – am 14. Juli 1867 offiziell eröffnet, der planmäßige Betrieb begann hier am Folgetag, nach Wilhelmshaven erst im September. Zwei Jahre später folgte die Bahnstrecke Oldenburg–Leer als Verbindung zur Hannoverschen Westbahn, zwischen 1873 und 1875 die Bahnstrecke Hude–Nordenham-Blexen. Seitdem schließt diese Strecke die Seehäfen zwischen Weser und Ems nach (Süd-)Osten, insbesondere nach Bremen, Hamburg und Hannover an. Sie gilt von Anfang an als eine wichtige Verbindung im norddeutschen Schienennetz.
Im Zweiten Weltkrieg wurde die Bahnstrecke 1941 bei einem Luftangriff auf Oldenburg (Oldenburg) sowie 1943 bei einem Luftangriff auf Delmenhorst beschädigt. Außerdem wurde die Weserbrücke in Bremen zerstört. Eine Ersatzkonstruktion wurde durch die Bremer Eiskatastrophe 1947 beschädigt, aber innerhalb von fünf Wochen wieder repariert. Die jetzige Brücke wurde 1962 fertiggestellt.

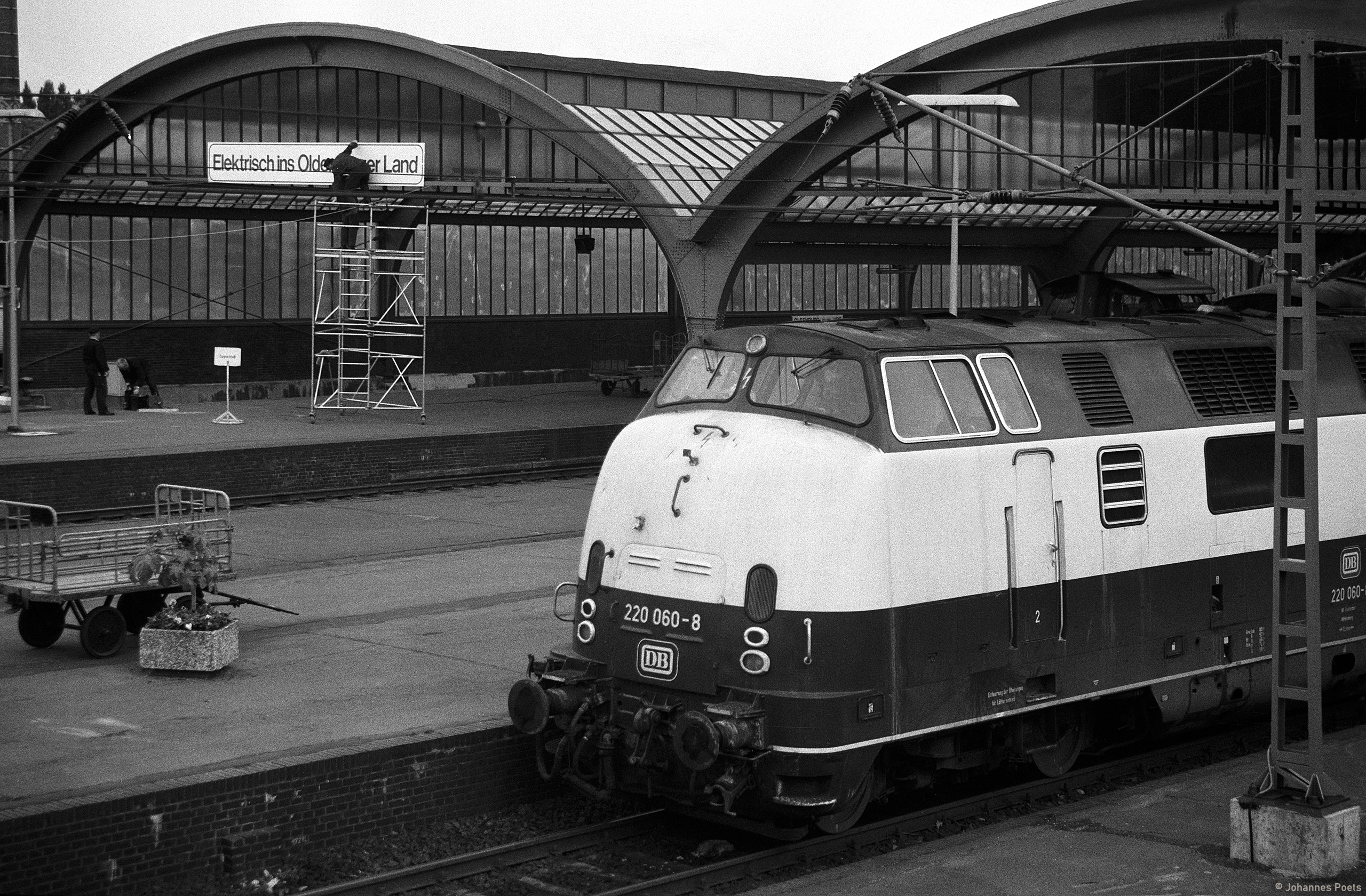
Mit Beginn des Winterfahrplans 1980/81 am 28. September 1980 wurde auf der Strecke Bremen – Oldenburg der elektrische Betrieb aufgenommen.

## Zustand und Ausblick
Heute ist die Verbindung durchgängig zweigleisig, seit dem 28. September 1980 mit Oberleitung elektrifiziert und mit bis zu 160 km/h befahrbar.
Durch die Inbetriebnahme des JadeWeserPorts in Wilhelmshaven wird mit deutlich steigendem Güterverkehr gerechnet. Die Strecke nach Wilhelmshaven ist seit 2014 durchgehend zweigleisig ausgebaut, die Elektrifizierung wurde im Oktober 2022 abgeschlossen. Der Bereich Bremen kann ohne weitere Ausbauten nur noch begrenzt Güterzüge aufnehmen.
Planungen, die Straßenbahn Bremen als Regionalstadtbahn über diese Strecke nach Delmenhorst oder Oldenburg zu führen, wurden zugunsten des S-Bahn-Projektes zurückgestellt.
Seit dem Fahrplanwechsel im Dezember 2013 verkehren wieder Intercity-Züge im Zweistundentakt nach Emden bzw. Norddeich. Das Angebot wurde aufgrund eines neunjährigen Vertrages zwischen dem Land Niedersachsen und der DB Fernverkehr AG ganzjährig von drei auf neun Zugpaare verdichtet. In dem Vertrag hat sich das Unternehmen verpflichtet, in seinen IC-Zügen im Abschnitt Bremen–Emden–Norddeich alle Fahrscheine des Nahverkehrs zu akzeptieren und moderne IC2-Doppelstockwagen einzusetzen. Für diese Akzeptanz leistet das Land Niedersachsen Ausgleichszahlungen. Nach Verzögerungen in der Produktion und Zulassung seitens des Herstellers Bombardier Transportation werden die Doppelstockfahrzeuge seit Dezember 2015 im Fernverkehr eingesetzt. Die IC-Züge fahren in östlicher Richtung weiter nach Leipzig Hauptbahnhof oder Dresden Hauptbahnhof (mit Halt in Delmenhorst und Hude). Ergänzt wird diese Linie durch einzelne ICE-Verbindungen am Morgen und am Abend nach München, Berlin oder Frankfurt (Main).
Ergänzend zu den Intercitys fahren zeitlich versetzt RegionalExpress-Züge der Linie Hannover–Norddeich im Zweistundentakt mit Halt in Delmenhorst und Hude.
Seit dem Fahrplanwechsel im Dezember 2010 wird die Strecke zwischen Oldenburg (Oldb.) Hauptbahnhof und Bremen Hauptbahnhof von der Linie RS 3 der Regio-S-Bahn Bremen/Niedersachsen im Stundentakt bedient, welche von der NordWestBahn betrieben wird. Die RS 3 ersetzt die ehemalige Regionalbahn-Linie der Deutschen Bahn und bedient alle Unterwegsbahnhöfe (Bremen-Neustadt, Heidkrug, Delmenhorst, Hoykenkamp, Schierbrok, Bookholzberg, Hude und Wüsting).
Auf dem Streckenabschnitt zwischen Bremen Hauptbahnhof und Hude verkehrt ebenfalls die Linie RS 4 nach Nordenham, die in Hude auf die Bahnstrecke Hude–Nordenham-Blexen abzweigt. Bis Dezember 2022 hielt die Linie zwischen Bremen Hauptbahnhof und Hude nur in Delmenhorst, seitdem werden alle Stationen bedient.
Seit dem Fahrplanwechsel im Dezember 2022 wird mit der Linie RS 30 eine weitere stündliche Verbindung zwischen Bremen und Oldenburg angeboten, die wie die RE-Züge nur in Delmenhorst und Hude hält.
In Delmenhorst zweigt die Bahnstrecke nach Hesepe ab, die von der Linie RB 58 Bremen–Osnabrück der NordWestBahn im Stundentakt befahren wird. Zwischen Delmenhorst und Bremen nutzt diese Linie ebenfalls die Bahnstrecke Oldenburg–Bremen.
Im dritten Gutachterentwurf des Deutschlandtakts ist ein „zweigleisiger Ausbau der SGV-Kurve Bremen Hbf ehem. Bwn – Bremen Hbf“ unterstellt. Dafür sind, zum Preisstand von 2015, Investitionen von 10 Millionen Euro vorgesehen.

## Bildergalerie Bahnhöfe und Haltepunkte

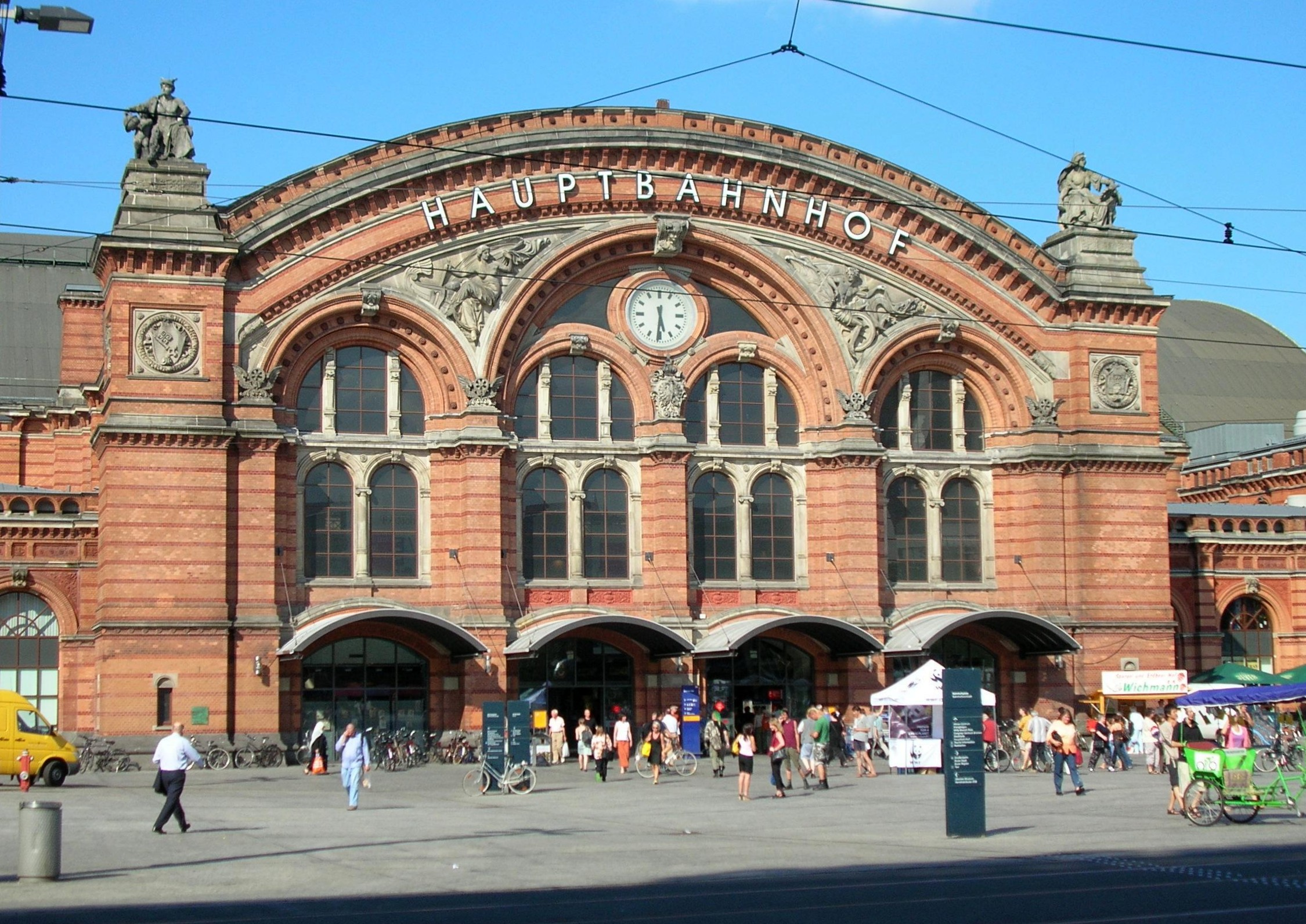
Bremen Hauptbahnhof (2005)
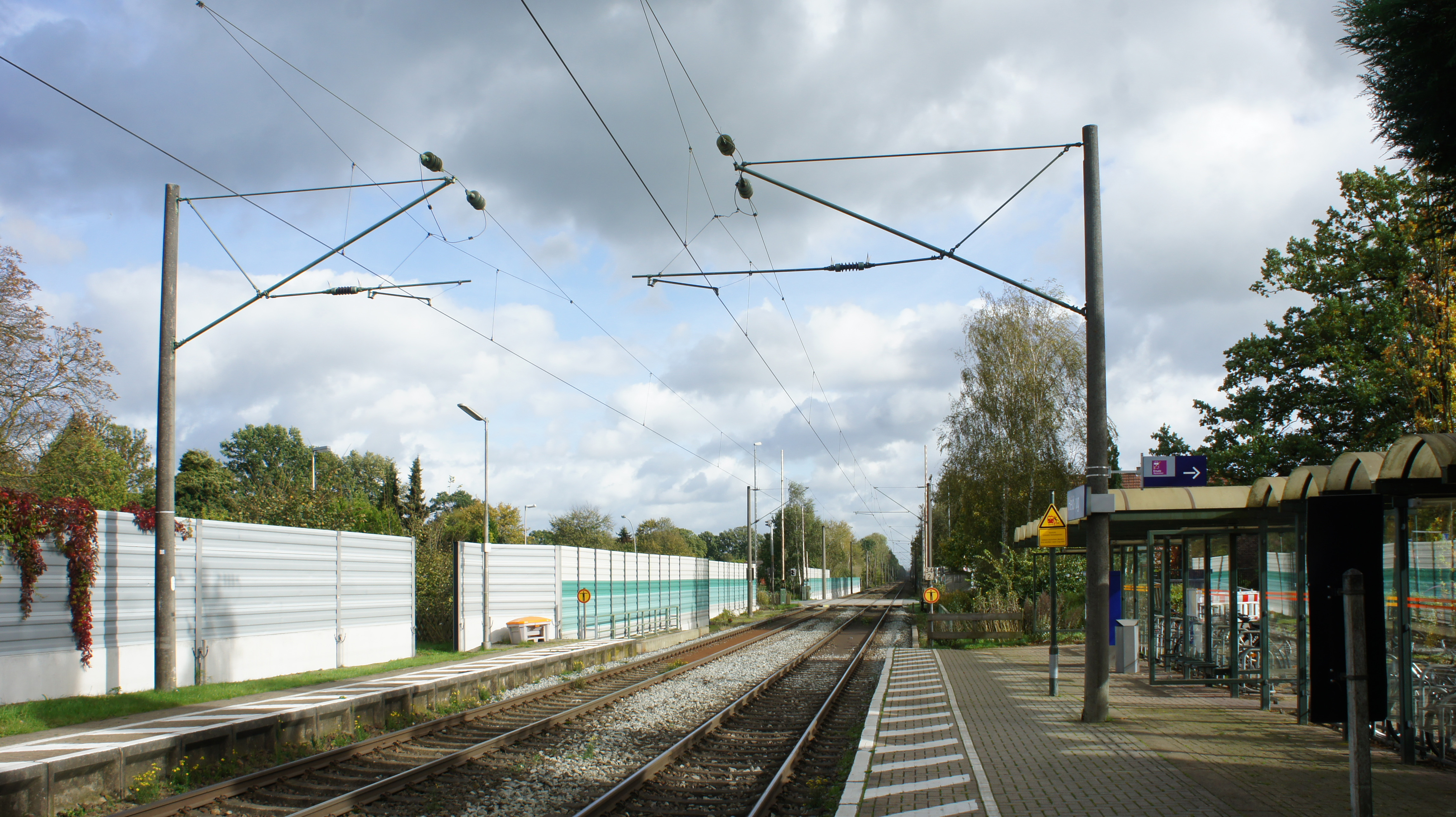
Heidkrug (2017)
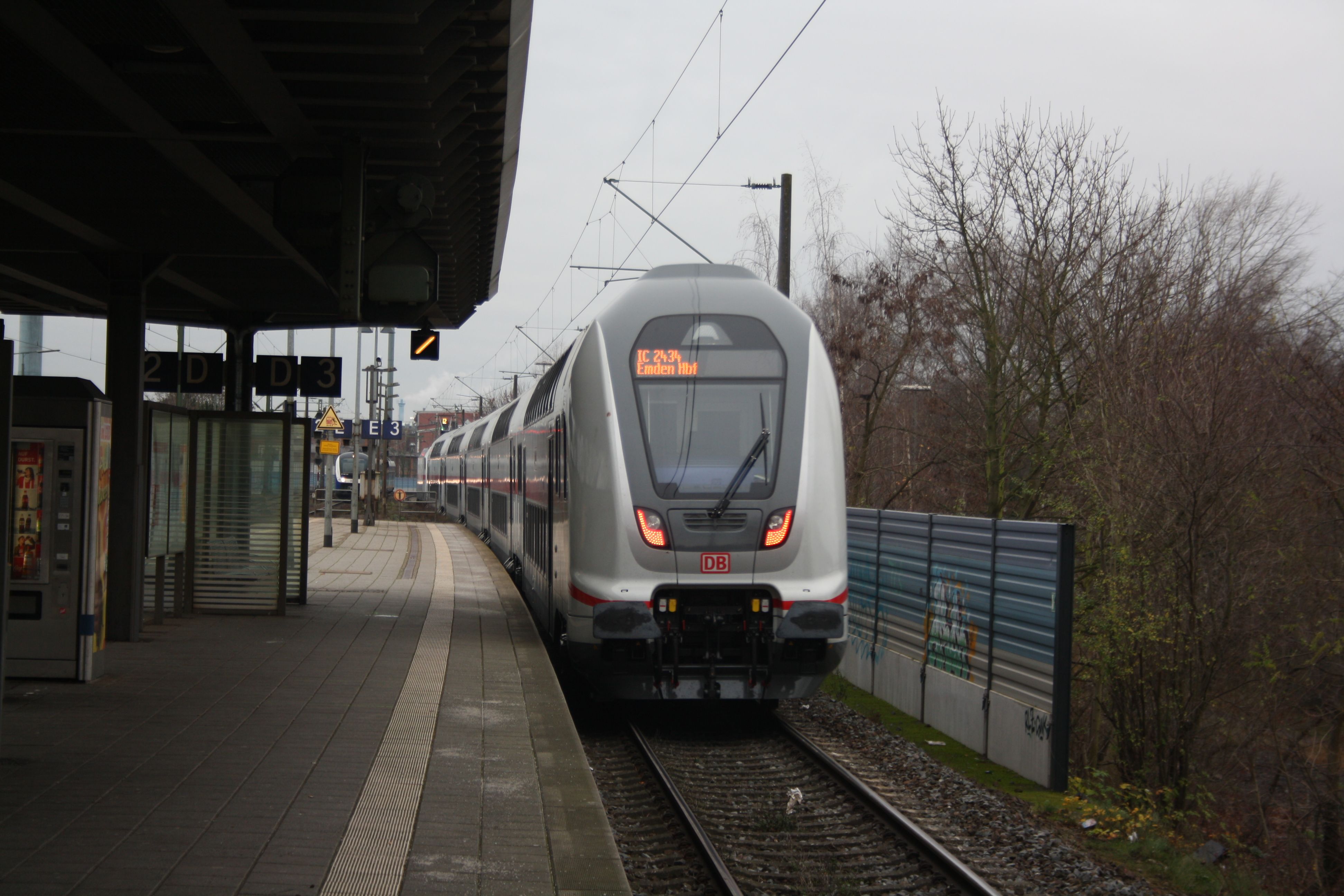
Delmenhorst (2015)
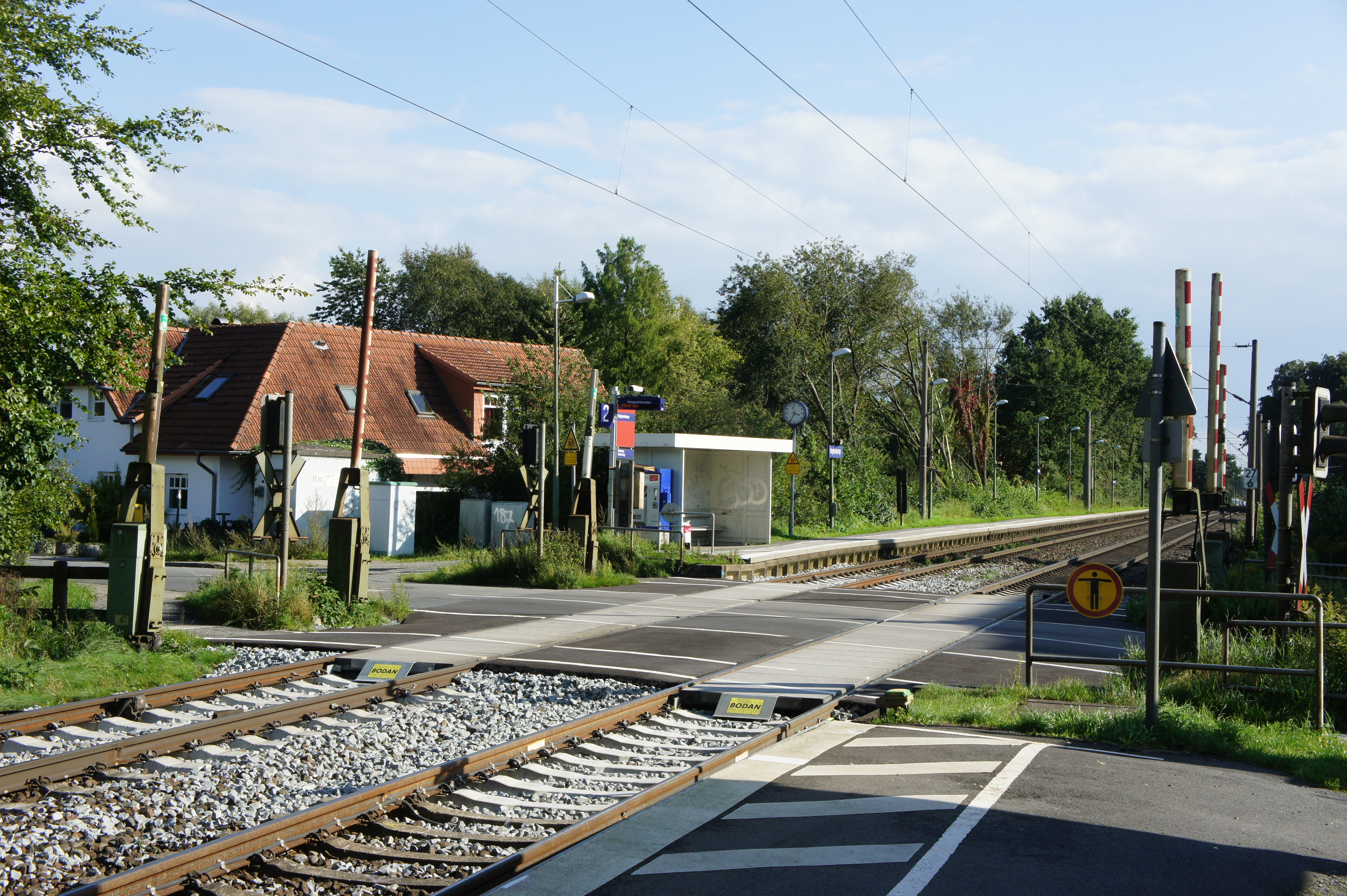
Hoykenkamp (2015)
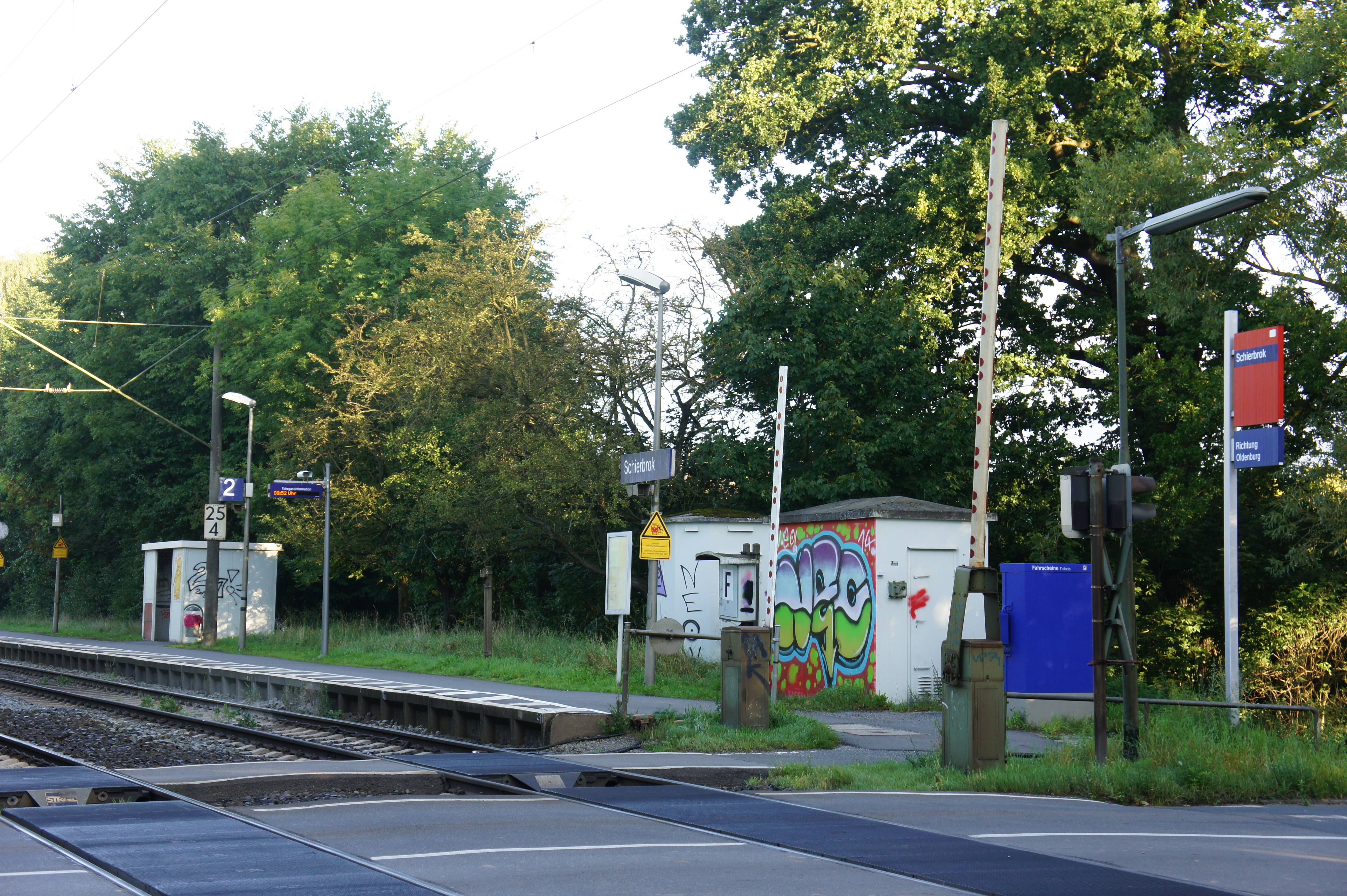
Schierbrok (2015)
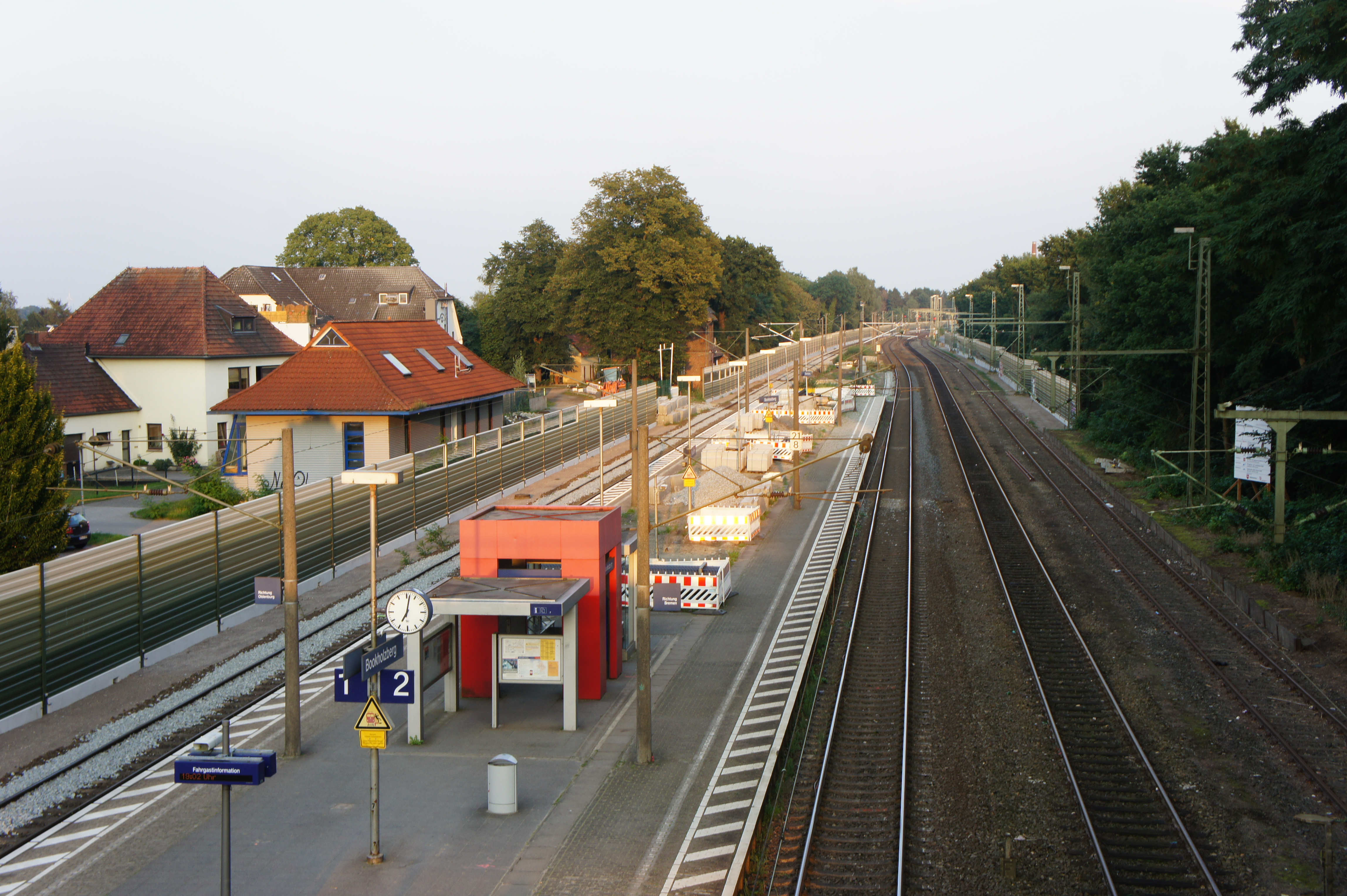
Bookholzberg (2015)
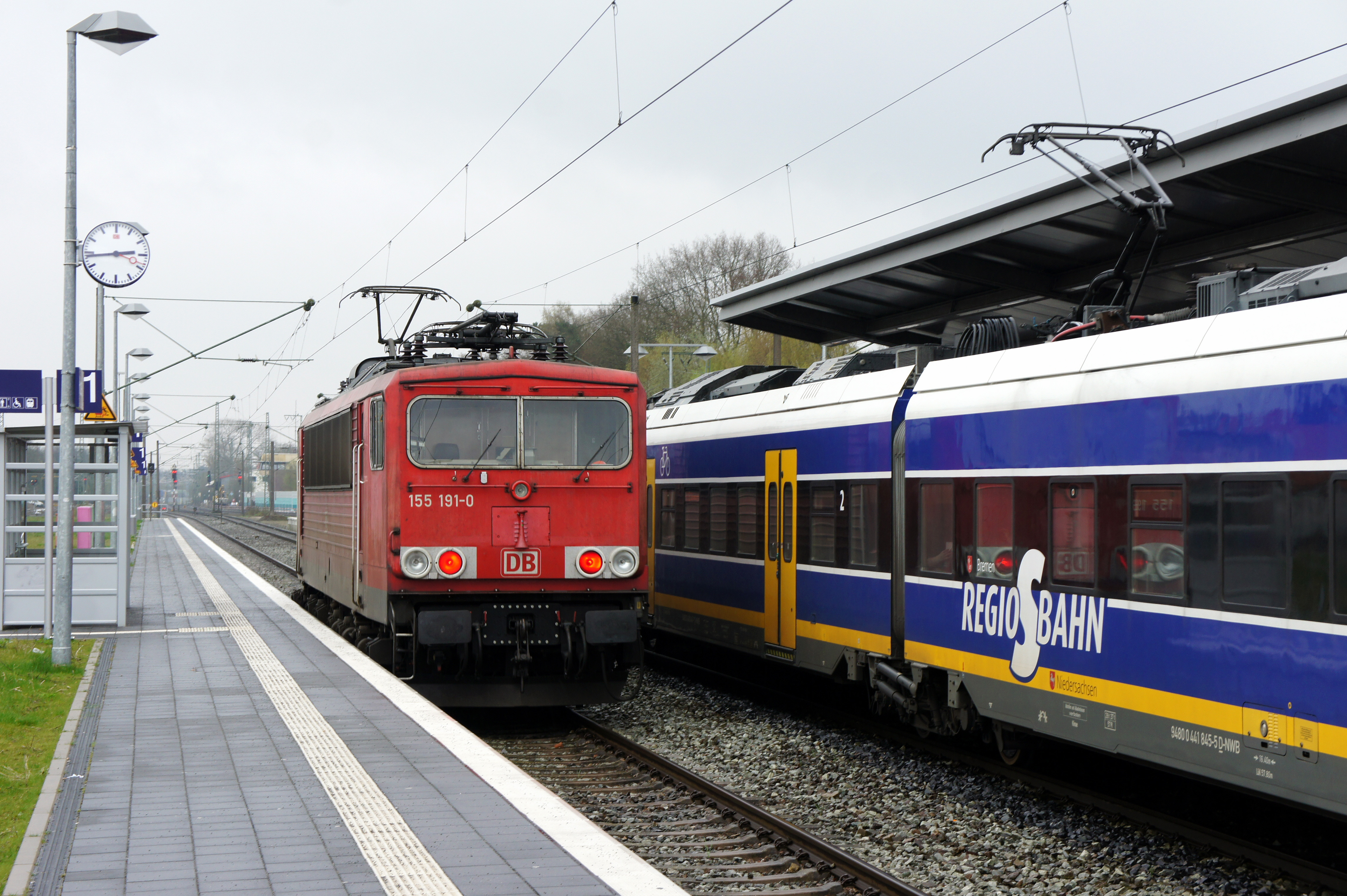
Hude (2016)
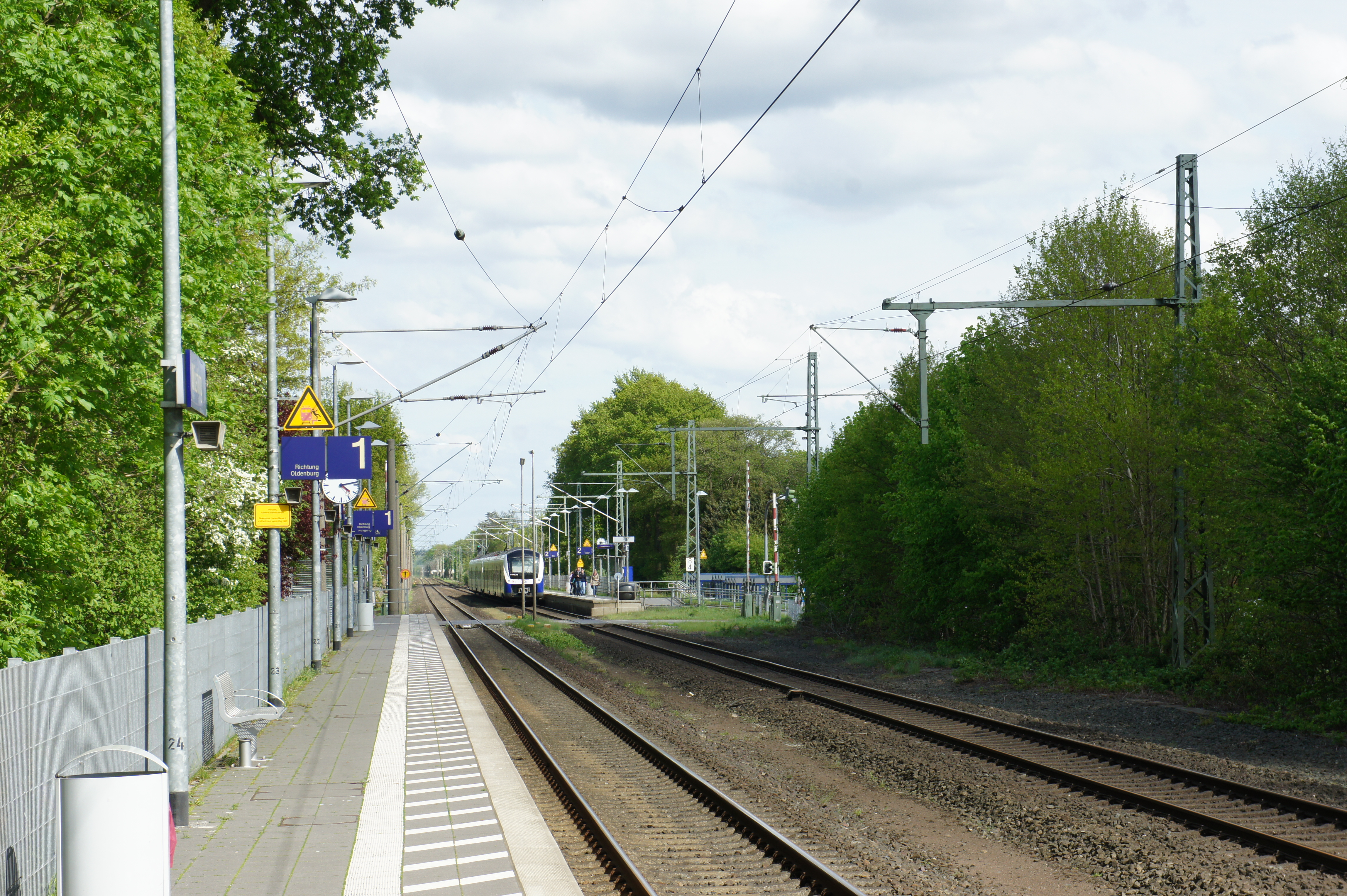
Wüsting (2015)
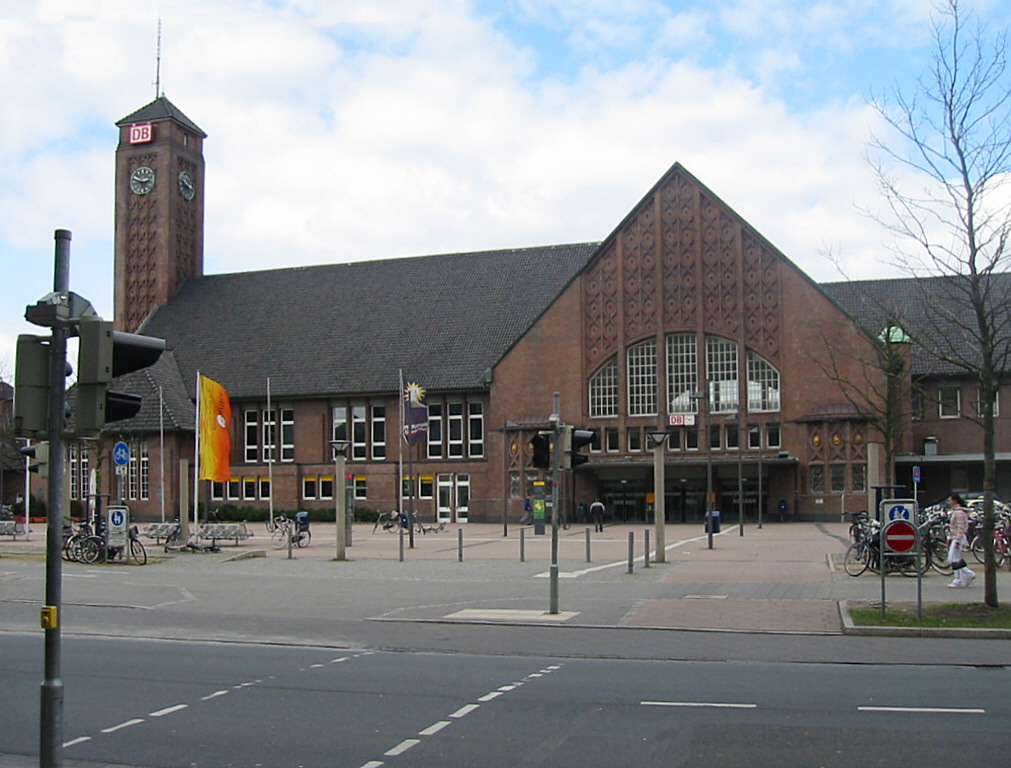
Oldenburg Hauptbahnhof (2006)